# Halle Open 2019 - Qualificazioni singolare
Le qualificazioni del singolare dell'Halle Open 2019 sono state un torneo di tennis preliminare per accedere alla fase finale della manifestazione. I vincitori dell'ultimo turno sono entrati di diritto nel tabellone principale. In caso di ritiro di uno o più giocatori aventi diritto a questi sono subentrati i lucky loser, ossia i giocatori che hanno perso nell'ultimo turno ma che avevano una classifica più alta rispetto agli altri partecipanti che avevano comunque perso nel turno finale.

## Teste di serie
1. João Sousa (qualificato)
2. Andreas Seppi (qualificato)
3. Lorenzo Sonego (primo turno)
4. Andrey Rublev (primo turno)

1. Miomir Kecmanović (ultimo turno, Lucky loser)
2. Denis Kudla (ultimo turno)
3. Lloyd Harris (primo turno)
4. Ernests Gulbis (primo turno)

## Qualificati
1. João Sousa
2. Andreas Seppi

1. Sergiy Stakhovsky
2. Mats Moraing

### Lucky Loser
1. Miomir Kecmanović

## Tabellone

### Legenda
| - Q = Qualificato - WC = Wild card - LL = Lucky loser | - ALT = Alternate - SE = Special Exempt - PR = Protected Ranking | - w/o = Walkover - r = Ritirato - d = Squalificato |

### Sezione 1
|  | Primo turno | Primo turno       | Primo turno       | Primo turno | Primo turno |  |  | Ultimo turno | Ultimo turno      | Ultimo turno | Ultimo turno | Ultimo turno |  |
|  |             |                   |                   |             |             |  |  |              |                   |              |              |              |  |
|  | 1           | João Sousa        | 6                 | 6           | 6           |  |  |              |                   |              |              |              |  |
|  | WC          | Jannik Sinner     | 7                 | 3           | 4           |  |  | 1            | João Sousa        | 68           | 6            | 6            |  |
|  | WC          | Louis Wessels     | Louis Wessels     | 4           | 2           |  |  | 5            | Miomir Kecmanović | 7            | 4            | 1            |  |
|  | 5           | Miomir Kecmanović | Miomir Kecmanović | 6           | 6           |  |  |              |                   |              |              |              |  |

### Sezione 2
|  | Primo turno | Primo turno    | Primo turno    | Primo turno | Primo turno |  |  | Ultimo turno | Ultimo turno  | Ultimo turno  | Ultimo turno | Ultimo turno |  |
|  |             |                |                |             |             |  |  |              |               |               |              |              |  |
|  | 2           | Andreas Seppi  | Andreas Seppi  | 6           | 7           |  |  |              |               |               |              |              |  |
|  |             | Brayden Schnur | Brayden Schnur | 4           | 5           |  |  | 2            | Andreas Seppi | Andreas Seppi | 6            | 6            |  |
|  |             | Mischa Zverev  | 6              | 5           | 6           |  |  |              | Mischa Zverev | Mischa Zverev | 3            | 2            |  |
|  | 7           | Lloyd Harris   | 3              | 7           | 4           |  |  |              |               |               |              |              |  |

### Sezione 3
|  | Primo turno | Primo turno        | Primo turno        | Primo turno | Primo turno |  |  | Ultimo turno | Ultimo turno       | Ultimo turno | Ultimo turno | Ultimo turno |  |
|  |             |                    |                    |             |             |  |  |              |                    |              |              |              |  |
|  | 3           | Lorenzo Sonego     | Lorenzo Sonego     | 4           | 2           |  |  |              |                    |              |              |              |  |
|  | Alt         | Matthias Bachinger | Matthias Bachinger | 6           | 6           |  |  | Alt          | Matthias Bachinger | 4            | 7            | 2            |  |
|  |             | Sergiy Stakhovsky  | Sergiy Stakhovsky  | 7           | 6           |  |  |              | Sergiy Stakhovsky  | 6            | 62           | 6            |  |
|  | 8           | Ernests Gulbis     | Ernests Gulbis     | 65          | 2           |  |  |              |                    |              |              |              |  |

### Sezione 4
|  | Primo turno | Primo turno     | Primo turno | Primo turno | Primo turno |  |  | Ultimo turno | Ultimo turno | Ultimo turno | Ultimo turno | Ultimo turno |  |
|  |             |                 |             |             |             |  |  |              |              |              |              |              |  |
|  | 4           | Andrey Rublev   | 3           | 7           | 65          |  |  |              |              |              |              |              |  |
|  | WC          | Mats Moraing    | 6           | 5           | 7           |  |  | WC           | Mats Moraing | Mats Moraing | 7            | 6            |  |
|  |             | Thomas Fabbiano | 6           | 0           | 4           |  |  | 6            | Denis Kudla  | Denis Kudla  | 5            | 1            |  |
|  | 6           | Denis Kudla     | 4           | 6           | 6           |  |  |              |              |              |              |              |  |